# 7650 Канаме
7650 Канаме (7650 Kaname) — астероїд головного поясу, відкритий 16 жовтня 1990 року.
Тіссеранів параметр щодо Юпітера — 3,243.